# Revelion

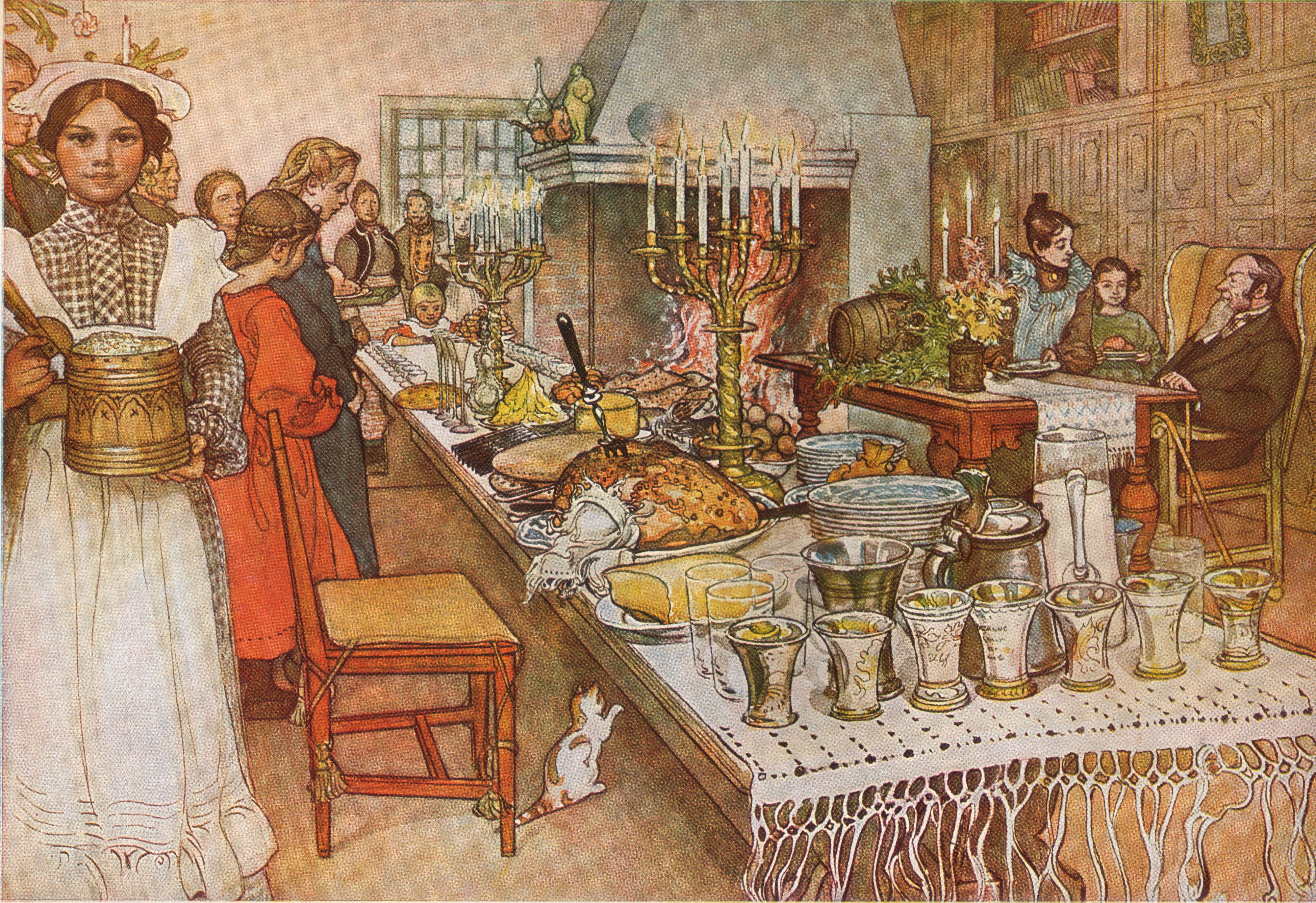
Masa din Ajunul Crăciunului, pictură de Carl Larsson din 1904

În România, revelionul este o cină lungă și o petrecere care are loc în noaptea de 31 decembrie spre 1 ianuarie. În Belgia, Brazilia, Franța, Portugalia, provincia Quebec, multe orașe de-a lungul Northern Ontario și Northern New Brunswick, orașul New Orleans și alte locuri francofone, revelionul (franceză: Réveillon) este o cină lungă care are loc în seara de dinaintea Crăciunului și în seara/noaptea dinainte de Anul Nou. Numele acestei mese provine din cuvântul réveil  (cu sensul de „trezire”), pentru că participarea la această masă înseamnă a sta treaz până la miezul nopții sau uneori până aproape de dimineață. În țările vorbitoare de limbă portugheză revelionul este, de asemenea o denumire pentru petrecerea care are loc în ajunul Anului Nou. În Statele Unite, tradiția Réveillon este încă observată în New Orleans din cauza puternicului patrimoniu francez al orașului, iar un număr mare de restaurante din oraș  oferă meniuri speciale de réveillon în Ajunul Crăciunului. Revelionul este sărbătorit în adunări sociale, în timpul cărora participanții dansează, mănâncă, consumă băuturi alcoolice și urmăresc focuri de artificii care marchează începutul noului an.
La 24 decembrie, în Ajunul Crăciunului, în Franța, Belgia și zonele francofone din America de Nord sărbătoarea se numește Réveillon de Noël. În noaptea de 31 decembrie spre 1 ianuarie sărbătoarea se numește Réveillon de la Saint-Sylvestre în Franța, Belgia și zonele francofone din America de Nord.

## Masa de revelion
Alimentele consumate la masa de revelion sunt, în general, excepționale sau de lux. De exemplu, aperitivele pot include homar, stridii, melci sau foie gras etc. O mâncare tradițională în SUA este curcanul cu castane. Desertul poate consta dintr-un tort special sau, în România, plăcinte cu răvașe. Vinurile consumate la astfel de mese trebuie să fie de calitate, de multe ori cu șampanie sau vinuri spumante în momentul schimbării anului.
La masa de revelion în România se servește tradiționala friptură de porc, dar și salată de boeuf sau sarmale, uneori pot fi întâlnite și preparate din pește.

## Veziși
- Wigilia
- Ajunul Anului Nou
- Anul Nou